# Huyền Trang
Huyền Trang (chữ Hán: 玄奘; bính âm: Xuán Zàng; khoảng 602–664), hay Huyền Tráng, tục danh Trần Huy (陳禕), cũng thường được gọi là Đường Tam Tạng (唐三藏) hay Đường Tăng (唐僧), là một cao tăng Trung Quốc, một trong bốn dịch giả lớn nhất, chuyên dịch kinh sách Phạn ngữ ra tiếng Hán. Nhà sư cũng là người sáng lập Pháp tướng tông (zh. fǎxiàngzōng 法相宗), một dạng của Duy thức tông (zh. 唯識宗, sa. yogācāra, vijñānavāda) tại Trung Quốc. Danh hiệu Tam Tạng được giới tăng sĩ tôn xưng để tôn vinh ông là người tinh thông cả Tam tạng trong Kinh điển Phật giáo.

## Cơ duyên và thành tích

Huyền Trang trên đường đi Ấn Độ

Huyền Trang tên tục Trần Huy (Trần Hy, Trần Vĩ, Trần Qui hoặc Trần Y 陳褘) sinh năm 602, có thuyết nói là năm 600 (niên hiệu Khai Hoàng thứ 20, đời Tùy), tại Lạc Châu (洛州), huyện Câu Thị (緱氏縣), tỉnh Hà Nam, trong một gia đình có truyền thống quan lại. Đến cha của Huyền Trang là Trần Huệ thì dốc tâm vào Nho học, khước từ làm quan. Theo các truyện ký thì từ nhỏ Sư nổi danh thông minh đĩnh ngộ, sớm được thân phụ chỉ dạy những nghi thức Nho giáo.
Năm lên 13 tuổi Sư đã xuất gia và thọ giới cụ túc năm 21 tuổi. Sư tu học kinh sách Đại thừa dưới nhiều giảng sư khác nhau và thấy có nhiều chỗ giảng giải mâu thuẫn. Đây là lý do chính thúc đẩy Sư lên đường đi Thiên Trúc để tự mình tìm hiểu.
Mặc dù bị Đường Thái Tông ra lệnh cấm đi du hành qua Ấn Độ, năm 629 Sư liều mình ra đi để hành hương chiêm bái quê hương Đức Phật, hi vọng sẽ tìm kiếm và nghiên cứu kinh điển mà hồi đó Trung Quốc chưa biết tới. Tập ký sự du hành của Sư (viết theo yêu cầu của nhà vua, người đã khâm phục và hỗ trợ Huyền Trang sau khi Sư vinh quang trở về năm 645), có tên là Đại Đường Tây Vực ký, để lại cho hậu thế một nguồn tài liệu vô song về địa lý, xã hội và tập quán của miền Trung Á và Ấn Độ trong thế kỉ thứ bảy. Nhiều miêu tả của Sư về các vùng đất đó đã đạt tới độ chính xác mà trong thế kỉ 19, 20, nhiều nhà du khảo phương Tây như Ariel Stein đã tham khảo tập ký sự đó như một tập sách hướng dẫn nhằm tìm lại và xác định những vị trí đã được tìm ra và rồi bị lãng quên trong nhiều thế kỉ.
Sau khi trở về cố quốc, một phần nhờ trình độ uyên bác xuất chúng, một phần nhờ tiếng tăm vang dội mà Sư đã gặt hái được tại Ấn Độ và các nước Trung Á, một phần nhờ hoàng đế Trung Quốc đặc biệt hỗ trợ, như xây cất chùa chiền cho Sư trú ngụ cũng như thành lập một ban dịch thuật do chính nhà vua chọn lọc để giúp cho Sư hoàn thành công tác phiên dịch của hơn 600 kinh sách mang về Trung Quốc, Huyền Trang đã trở thành tu sĩ tiếng tăm nhất tại vùng Đông Á trong thế hệ đó. Học viên đến với Sư từ khắp Trung Quốc, kể cả từ Triều Tiên và Nhật Bản, song song có nhiều tăng sĩ từ Ấn Độ và các vương quốc Trung Á đến để bày tỏ lòng hâm mộ. Ngoài việc truyền bá kinh sách Phật giáo và tư tưởng Ấn Độ mới mẻ vào Trung Quốc, Sư cũng gây ảnh hưởng lên nền nghệ thuật và kiến trúc Trung Quốc bằng những vật dụng và thiết kế do Sư mang về. Có một ngôi chùa được xây theo thiết kế của Sư tại Trường An (ngày nay là Tây An) để chứa đựng kinh sách và các tác phẩm nghệ thuật của Sư mang về. Ngôi chùa đó ngày nay vẫn còn và là một dấu ấn quan trọng của đô thị này.
Sư là một trong những dịch giả người Hán dịch các văn bản của Phật giáo Ấn Độ vĩ đại nhất và mang lại thành quả lớn lao nhất (và cũng chính xác nhất). Nhiều dịch phẩm của Sư, như Tâm kinh và Kim Cương kinh, ngày nay vẫn còn đóng một vai trò quan trọng trong việc hành lễ Phật giáo hàng ngày. Quy mô của các dịch phẩm của Sư là vô song, không chỉ những kinh sách của Duy thức tông mà Sư quy phục, mà còn bao gồm đầy đủ những kinh tạng đạo Phật, từ phép chỉ quán và đà-la-ni, đến phép quán tưởng, đến a-tì-đạt-ma cũng như toàn bộ kinh bát-nhã ba-la-mật (bộ kinh này chiếm ba bộ của Đại tạng Trung Quốc), kinh A-hàm, kinh Đại thừa, các chú giải về kinh và luận, Nhân minh học (Sư là người duy nhất dịch kinh luận Nhân minh ra chữ Hán) và kể cả một văn bản Thắng luận của Ấn Độ giáo.
Trong thời Huyền Trang, Phật giáo Trung Quốc có nhiều trường phái và học thuyết được hình thành. Họ tranh cãi nhau về các vấn đề cơ bản. Trong số đó, nhiều trường phái dựa trên các kinh sách không rõ xuất xứ nhưng được xem là phiên dịch từ nguồn gốc Ấn Độ. Một số khác dựa trên kinh sách thật nhưng các bản dịch thiếu chính xác đã gây ra nhiều nhầm lẫn. Điều này ngày một phổ biến tại Trung Quốc và Triều Tiên. Sau 16 năm tại Trung Á và Ấn Độ, trở về Trung Quốc, Huyền Trang cống hiến đời mình bằng cách đưa Phật giáo Trung Quốc thời đó trở lại phù hợp với những gì Sư học hỏi được tại Ấn Độ. Sư thực hiện điều đó bằng cách phiên dịch lại các kinh sách quan trọng, trình bày lại một cách chính xác hơn cũng như giới thiệu những kinh sách mới và nhiều tài liệu chưa hề có tại Trung Quốc. Song song với công trình dịch thuật khổng lồ – 74 bộ kinh luận trong 19 năm – trong đó có một số kinh với quy mô to lớn, như bộ Ma-ha-bát-nhã-ba-la-mật-đa đã nhắc đến dài hàng ngàn trang – Sư còn đào tạo tăng sĩ học tập hệ thống Duy thức và Nhân minh Ấn Độ, đồng thời Sư là tăng sĩ biện giải số một của triều đình cho đến ngày nhập diệt. Công trình dịch thuật của Sư ghi dấu ấn sâu sắc sự thâm nhập của tư tưởng Phật giáo Ấn Độ vào miền Đông Á.

## Du hành Ấn Độ

### Nguyên nhân đi Ấn Độ
Khoảng đầu thế kỉ 7, kinh sách Phật giáo của Trung Quốc gồm có vô số những bản dịch, văn bản chữ Hán; đại diện và làm nền tảng cho nhiều quan điểm đối chọi nhau. Tất cả đều tự nhận mình là "Phật giáo". Trên một chừng mức nhất định, Phật giáo Trung Quốc của thế kỉ thứ sáu có thể được xem là một trường tranh cãi giữa các trường phái của Duy thức tông, tức là giáo phái được ghi lại trong các tác phẩm của Vô Trước và Thế Thân. Thế nhưng, các điểm chi tiết của hệ thống này, cả về mặt cơ bản lẫn luận giải, là đối tượng của những cuộc tranh cãi triền miên.
Trong không khí đó thì cậu tiểu tăng Trần Huy học tập và trưởng thành với kinh sách Phật giáo nói trên. Sư được tham cứu kinh sách cùng với tăng già với số tuổi mười ba. Nhà Tùy (589-618) điêu tàn, chiến tranh, nội loạn gây ra chết chóc và bất ổn trong nhiều vùng Trung Quốc. Vì thế nhiều tăng sĩ, học trò kéo nhau về Trường An, kinh đô của nhà Đường, nơi mà các vị đó được ủng hộ trong việc tu hành và giáo hóa một cách tương đối an toàn. Huyền Trang cũng về Tràng An và sau khi theo học với nhiều vị sư tiếng tăm, Sư đã được biết là một người học rộng và có tư chất. Thế nhưng Sư sớm kết luận rằng: mọi tranh cãi, diễn dịch khác nhau trong Phật giáo Trung Quốc là hậu quả của sự thiếu thốn kinh sách chủ chốt viết bằng tiếng Hán. Đặc biệt, Sư cho rằng một bản dịch đầy đủ của bộ Du-già sư địa luận, một bộ luận bách khoa của phái Duy thức tông miêu tả con đường dẫn tới Phật quả của Vô Trước, sẽ có khả năng giải quyết mọi tranh chấp. Trong thế kỉ 6, đã có một vị tăng Ấn Độ là Chân Đế (một Đại dịch giả khác) đã dịch một phần tác phẩm đó. Huyền Trang thấy mình phải dịch trọn bộ luận Ấn Độ này và giới thiệu cho Trung Quốc.

### Hoạt động tại Ấn Độ
Mặc dù nhà vua cấm Huyền Trang ra đi, Sư vẫn lên đường, trải qua nhiều gian khổ trên đường băng qua núi non và sa mạc, đối diện với đói khát và giặc cướp, và cuối cùng sau một năm, Sư tới Ấn Độ. Khi tới nơi, Sư nhận ra rằng sự khác biệt giữa Phật giáo Ấn Độ và Trung Quốc không phải chỉ ở vài chương thiếu sót của một bộ luận. Từ trên một thế kỉ nay, Phật giáo Ấn Độ nằm trong vòng cương toả của lý luận duy lý của Trần-na và dù một số bài luận về Nhân minh học của Trần-na đã được phiên dịch thì lý luận Phật giáo – nay đã trở thành một phần không tách rời khỏi triết học Phật giáo Ấn Độ – vẫn hoàn toàn chưa ai biết tới tại Trung Quốc. Huyền Trang cũng khám phá được rằng, tư tưởng Phật giáo mà người Phật tử hay tranh luận và diễn dịch mênh mông hơn, lớn rộng hơn nhiều so với những tài liệu lưu hành tại Trung Quốc: nhiều quan điểm Phật giáo được tôi luyện trong các cuộc tranh luận nghiêm túc giữa các Phật tử và người ngoài, các quan điểm đó không hề được biết tới tại Trung Quốc và những từ ngữ, khái niệm trong các cuộc tranh luận giàu nội dung đó có ý nghĩa rất rõ rệt. Trong khi tại Trung Quốc thì tư tưởng Duy thức và tư tưởng Như lai tạng không thể phân chia được, thì trong quan điểm kinh viện của Duy thức Ấn Độ, tư tưởng Như lai tạng không được nhắc tới, thậm chí bị từ chối. Nhiều nội dung chủ yếu của Phật giáo Trung Quốc (thí dụ Phật tính) và các kinh sách quan trọng (thí dụ Đại thừa khởi tín luận) thì hoàn toàn không được Ấn Độ biết tới.
Huyền Trang ở lại Ấn Độ nhiều năm để học tập với những vị thầy danh tiếng nhất, chiêm bái các thánh tích và tham gia vào các cuộc tranh luận với những Phật tử và ngoại đạo, đả bại tất cả những đối thủ và trở nên nổi tiếng là một nhà tranh luận cứng rắn. Sau một loạt tranh luận với hai đại diện của Trung quán tông (môn đệ kế thừa quan điểm Long Thụ), Sư viết một bài luận giải bằng tiếng Phạn với ba ngàn câu kệ nói về "Điểm không khác biệt giữa Trung quán và Duy thức" mà ngày nay không còn. Sau khi hứa với Giới Hiền, thầy dạy của Sư tại đại học Na-lan-đà (trung tâm tu học Phật pháp thời bấy giờ) là sẽ trình bày lý luận của Trần-na tại Trung Quốc, Sư trở về quê hương với hơn 600 bộ kinh luận viết bằng tiếng Phạn.

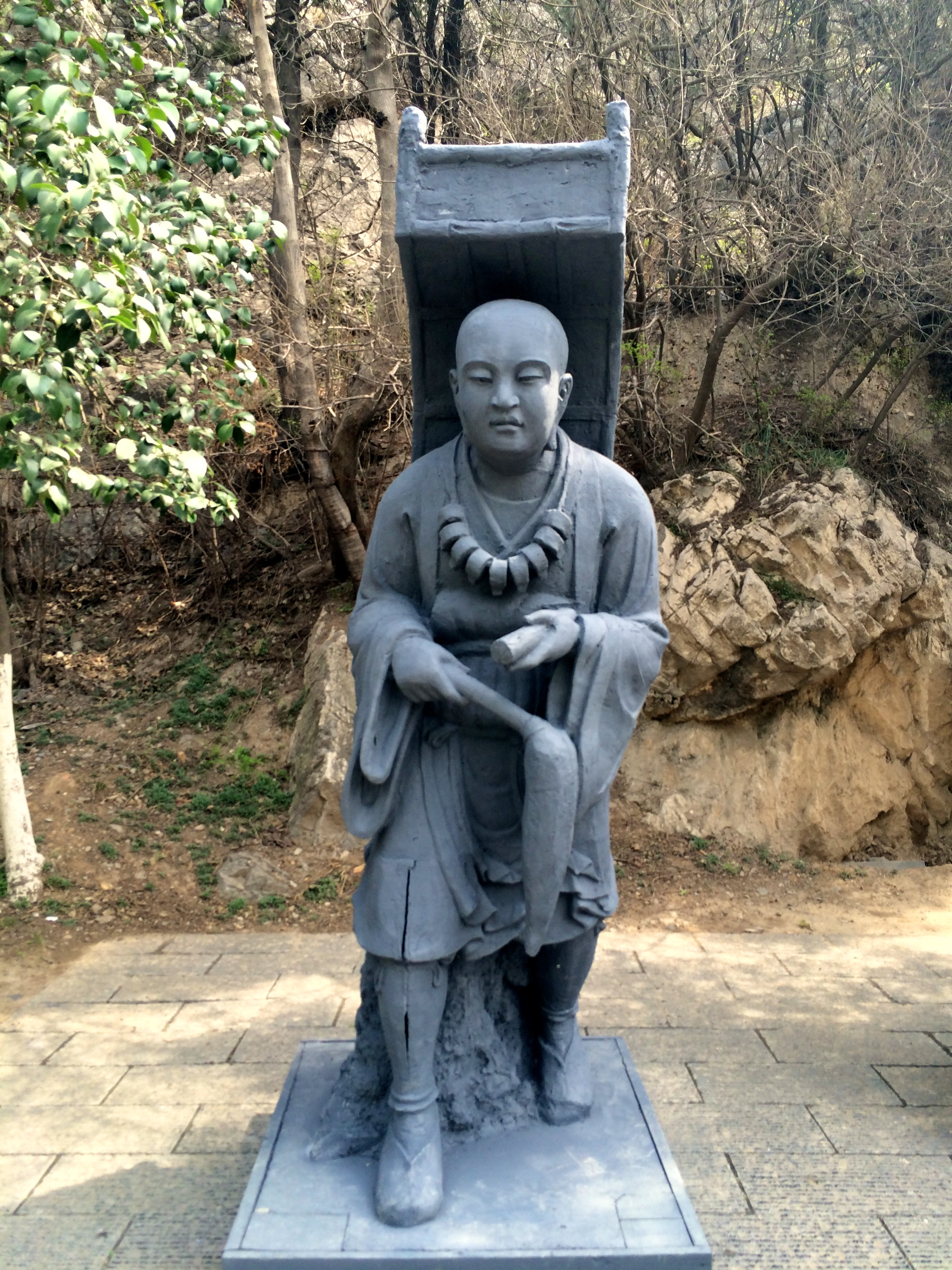
Tượng Huyền Trang tại hang đá Long Môn, Lạc Dương

## Công trình biên dịch
Với hi vọng sẽ thu lượm được các thông tin quan trọng cho chiến lược quân sự của mình, nhà vua đưa Huyền Trang vào ở một tu viện đặc biệt gần kinh đô và chỉ định nhiều học giả thông thái thời bấy giờ hỗ trợ cho Sư trong công trình biên dịch. Mặc dù từ chối cung cấp cho vua các thông tin có thể dùng trong chiến trận, Sư viết một tập du ký miêu tả những nơi đã từng đi qua, đặc biệt là những thánh tích Phật giáo Sư đã đến chiêm bái. Tác phẩm này, Tây vực ký, cung cấp cho chúng ta một cái nhìn bao quát về xã hội, phong tục, tập quán, địa dư và điều kiện phát triển của đạo Phật trong thế kỉ thứ bảy tại Trung và Nam châu Á.
Quy mô những gì Sư biên dịch bao trùm tất cả mọi giáo pháp của Đức Phật: Duy thức tông với các luận giải; Trung quán tông với luận giải của phía Duy Thức; kinh cầu siêu (Huyền Trang là người đầu tiên đưa khái niệm "Tịnh độ" – cõi của một vị Phật mà người ta có thể tái sinh – với Tây phương cực lạc, cõi Phật A-di-đà; về sau cõi này trở thành phổ thông nhất đối với người dân Đông Á); Mật tông và mật chú đà-la-ni; Nhân minh luận; Tạng kinh (do Phật thuyết giảng); A-tì-đạt-ma (đặc biệt là Đại-tì-bà-sa luận) cũng như luận giải về A-tì-đạt-ma câu-xá của Thế Thân; và một bộ luận thuộc Thắng luận gia của Ấn Độ giáo. Dù đề tài rộng khắp, nhưng sự lựa chọn của Sư không tùy tiện. Thay vì chọn những đề tài tranh biện thắng lợi của một giáo phái chống lại một giáo phái khác, Sư đưa ra những bản dịch chính xác để cho mọi người cùng nhau ghi nhận. Dường như Sư thấy luận giải của Chân Đế, một dịch giả Duy thức của thế kỉ thứ sáu là không ổn; môn đệ của Chân Đế xem bộ Nhiếp đại thừa luận của Vô Trước là tác phẩm trung tâm. Không những dịch lại bộ Nhiếp đại thừa luận, Huyền Trang còn dịch toàn bộ luận giải về bộ luận này, kể cả luận giải của Thế Thân, với hi vọng chỉ cho độc giả Trung Quốc những gì bản gốc đã nói và đã không nói, cũng như những gì được hiểu và trình bày tại Ấn Độ. Mặc dù bản Phạn ngữ ngày nay không còn, sự so sánh giữa bản dịch của Huyền Trang và bản Tạng ngữ cho thấy bản dịch sau của Sư sát với bản gốc hơn bản của Chân Đế (bản dịch của Huyền Trang đồng nhất với bản Tạng ngữ trong phần lớn, trong lúc bản của Chân Đế đầy những chú thích và nhiều phân tán).
Về Huyền Trang người ta sớm truyền tụng trong vùng Đông Á: rằng Sư đến tận Ấn Độ để học tập từ gốc ngọn; rằng Sư là người duy nhất được nhà vua đỡ đầu; rằng Sư là người đưa những bản dịch mới, chính gốc giáo pháp mà từ trước đến nay chưa ai biết. Học trò người Nhật của Sư đem giáo pháp về lại Nhật, thiết lập trường phái Pháp Tướng tại đây (gọi theo tiếng Nhật là Hossō), đó là trường phái danh tiếng nhất cho đến khi phái Thiên Thai du nhập vài thế kỉ sau đó.
Giáo pháp của Sư cũng được chú ý tại Triều Tiên, nơi đó nó tổng hợp với phái Hoa nghiêm và Thiền và gây ảnh hưởng quyết định lên nền Phật giáo Triều Tiên từ cả ngàn năm nay.

## Tư tưởng
1. Tư tưởng Phật giáo cần lý luận chính xác, nhưng điều này chỉ có ích cho hành giả hướng tới việc rời bỏ lý luận để đạt tới thực tại Vô Ngã Vô Pháp ở giai đoạn tu hành sau cùng;
2. Các nội dung siêu hình như Phật tính hay Như Lai tạng chỉ làm méo mó giáo pháp Đức Phật, nhưng điều này không có nghĩa là Phật tính hay Như Lai tạng là không có thật mà chỉ có ý nói rằng các nội dung siêu hình (Phật tính hay Như Lai tạng) đó là Bất Khả Tư Nghị (khó thể hiểu rõ);
3. Cái được gọi là thực tại cuối cùng như Chân Như hay Vô vi pháp là không thật, chúng chỉ là sự sáng tạo của đầu óc, của văn tự, nhưng điều đó không có nghĩa là thực tại cuối cùng là không tồn tại (hay nói cách khác nếu đã gọi là thực tại cuối cùng thì nó không những không phải là sự sáng tạo của đầu óc, của văn tự mà còn khó thể hiểu rõ - Bất Khả Tư Nghị);
4. Chỉ những gì đang xảy ra và có hiệu ứng lên cảm thụ, cái đó là thật: cái "thật" là ngược lại với cái sai lầm và "danh sắc", nhưng bản chất của các cảm thụ hay cái "thật" đó vẫn không nằm ngoài tính Không (Sắc tức thị Không) và bản chất của tính Không vẫn không nằm ngoài các cảm thụ hay cái "thật" đó (Không tức thị Sắc);
5. Khả năng phát triển tâm linh của mỗi người được thành hình bởi sự phối hợp của những chủng tử có sẵn và những chủng tử sinh ra do kinh nghiệm;
6. Không có sự mâu thuẫn giữa giáo pháp Trung quán và Duy thức.

## Công trình phiên dịch theo niên biểu
- Những tác phẩm liệt kê sau đây là một trích đoạn thu gọn từ một phụ lục của cuốn sách Buddhist Phenomenology (London: Curzon, 2000). Xin tham khảo cuốn này để có toàn bộ ghi chú về các tác phẩm nói trên, trong đó có một danh sách những bản dịch và luận giải được viết bằng các ngôn ngữ phương Tây.

Chỉ cần nhìn tổng quát về các bản dịch đầy thành quả của Huyền Trang, ta đã thấy Sư không hề là một nhà luận giải tôn giáo hẹp hòi. Công trình dịch thuật của Sư bao gồm toàn bộ kinh điển đạo Phật, gồm có: Kinh và Luận liên quan đến Duy thức tông, Trung quán tông, Tịnh độ tông, các tác phẩm thuộc về Thắng luận của Nhất thiết hữu bộ, các bộ kinh thuộc Mật tông, một bộ của Thắng luận gia Ấn Độ; các tác phẩm thuộc về Luận lý và Nhân minh học; A-tì-đạt-ma; Đà-la-ni; Thí dụ kinh; Đại thừa kinh; Phương đẳng kinh; các kinh thuộc Thập nhị nhân duyên, lời dạy của Phật trước khi Ngài nhập niết-bàn, các quy định về luật; Ba-la-đề mộc-xoa (nói về giới luật); kinh Bát-nhã-ba-la-mật; các tập ký sự; các bài luận giải về Quán Thế Âm, Di-lặc, Dược Sư, Địa Tạng, A-di-đà... Công trình của Sư được lưu lại trong Đại tạng của Phật giáo Trung Quốc, được xếp đặt theo cách phân chia kinh điển của các giáo phái. Nó cho thấy Sư đã đóng góp trong tất cả mọi phân ngành. Một số dịch phẩm của Sư, như Tâm Kinh hay kinh Kim Cương bát-nhã, đã trở thành trung tâm của mọi nghiên cứu và tu học của Phật giáo châu Á. Một số khác, như bản dịch Kinh Duy-ma-cật sở thuyết của Sư thì lại không bằng các bản dịch của các dịch giả khác. Một số dịch phẩm của Sư thì rất ngắn, một số khác lại dài không ai bằng (bản dịch của Ma-ha-bát-nhã ba-la-mật phải chứa trong ba bộ của Đại Chính tạng. Không có bản kinh Trung Quốc nào có thể sánh gần bằng).
Danh sách sau đây được xếp theo thứ tự thời gian. Về một số kinh sách thì có tư liệu lịch sử rất chính xác, nhưng một số khác thì rất ít hoặc không có. Có một số nghi vấn liên quan đến nơi chốn hay ngày tháng của một số kinh sách nhất định. Trong số các nghi vấn đó thì một phần được ghi chú, một phần khác được bỏ qua.
Các ghi chú ngắn trong nhiều mục trong danh sách dưới đây không nhằm cung cấp thêm thông tin, chúng chỉ gợi thêm quan tâm của người đọc về công trình của Huyền Trang.

### Năm 645
1. Đại Bồ Tát Tạng kinh (zh. 大菩薩藏經; sa. bodhisattva-piṭaka-sūtra), 20 quyển, dịch tại Hoằng Phúc tự (zh. 弘褔寺); là một phần của Bảo tích kinh (sa. ratnakūta-sūtra). Phần lớn kinh Bảo tích được dịch bởi Bồ-đề-lưu-chi (sa. bodhiruci, 706) và Trúc Pháp Hộ (sa. dharmarakṣa, 313) mặc dù một số dịch giả khác cũng đã góp phần trích dịch. Theo truyện ký của Huyền Trang thì bộ kinh trọn vẹn cuối cùng Sư được thỉnh dịch chính là kinh Bảo tích này. Sư bắt đầu công trình dịch, nhưng tuổi già và bệnh tật là nguyên nhân cản trở Sư không tiến xa. Vì Đại Bồ Tát tạng kinh là bộ kinh đầu tiên được Huyền Trang dịch sau khi từ Ấn Độ về Trung Hoa nên người ta có thể xem nó mở, và đóng vòng công trình dịch thuật của Sư.
2. Hiển dương thánh giáo luận tụng (顯揚聖教論頌; sa. prakaraṇāryavākā), 1 quyển, tháng 7, tại Hoằng Phúc tự. Tác giả được xem là Vô Trước (zh. 無著; sa. asaṅga). Bản này của Vô Trước lập cơ sở trên bộ Du-già sư địa luận (sa. yogācārabhūmi). Tương truyền Trần-na có viết một luận giải về chương thứ 9 của tác phẩm này với tên Nhập du-già luận (sa. yogāvatāra), hiện không còn tồn tại.
3. Phật địa kinh (zh. 佛地經; sa. buddhabhūmisūtra), 1 quyển, dịch xong ngày 12.08. tại Hoằng Phúc tự.
4. Lục môn đà-la-ni kinh (zh. 六門陀羅尼經; sa. saṇmukhi-dhāranī), 1 quyển, dịch xong ngày 11. 10. tại Hoằng Phúc tự.
5. Hiển dương thánh giáo luận (zh. 顯揚聖教論), 20 quyển, Vô Trước tạo. Dịch từ tháng 10 năm 645 đến tháng 2 năm 646 tại Hoằng Phúc tự. Đây là bản luận giải Hiển dương thánh giáo luận tụng (zh. 顯揚聖教論頌; sa. prakaraṇāryavākā) của Vô Trước.

### Năm 646
6. Đại thừa A-tì-đạt-ma tạp tập luận (zh. 大乘阿毗達摩雜集論, sa. abhidharmasamuccaya-vyākhyā), 16 quyển. Gọi tắt là Tạp tập luận (雜集論). Tác giả là An Huệ (zh. 安慧, sa. sthiramati), dịch từ ngày 7 tháng 3 đến 19 tháng 4 tại Hoằng Phúc tự. Đây là bản luận giải A-tì-đạt-ma tập luận (gọi ngắn là Tập luận 集論) của Vô Trước. Đây là tác phẩm duy nhất của An Huệ được Huyền Trang dịch sang Hán văn. Khuy Cơ có viết luận giải về tác phẩm này. Truyền thống Tây Tạng xem Tối Thắng Tử (zh. 最勝子; sa. jinaputra) là tác giả.
7. Đại Đường Tây Vực ký (zh. 大唐西域記), 12 quyển, hoàn tất tại Hoằng Phúc tự. Tác giả là chính Huyền Trang. Dưới lệnh viết của Hoàng Đế, đây là tác phẩm du ký tả lại hành trình xuyên Trung á và Ấn Độ, đến bây giờ vẫn là một trong những tài liệu quan trọng nhất nói về những vùng đất này trong thế kỉ thứ bảy. Tác phẩm này chứa đựng nhiều tài liệu về truyền thống, sự tích Phật giáo, dân số v.v... "Đại Đường" chỉ nhà Đường, và trong một ý nghĩa rộng hơn thì đây cũng là danh hiệu của nước Trung Hoa thời bấy giờ.

### Năm 647
8. Đại thừa ngũ uẩn luận (zh. 大乘五蘊論; sa. pañcaskandhaka-prakaraṇa), 1 quyển. Hoàn tất tại Hoằng Phúc tự. Tác giả là Thế Thân (zh. 世親; sa. vasubandhu). Một tác phẩm "Tiền-Duy thức" của Thế Thân.
9. Nhiếp Đại thừa luận Vô Tính thích (zh. 攝大乘論無性釋; sa. mahāyānasaṅgrahopanibandhana), 10 quyển, từ 10.04.647 đến 31.07.649, tại Đại Từ Ân tự (大慈恩寺), tác giả là Cao tăng Vô Tính (zh. 無性, sa. asvabhāva). Đây là bài chú thích Nhiếp đại thừa luận, một trong nhiều phiên bản của bài luận cùng tên của Vô Trước, được Huyền Trang dịch sang Hán văn. Sư dịch Nhiếp Đại thừa luận để chỉnh lại những kiến giải sai lầm của Phật tử Trung Hoa sau khi nghiên cứu những bản dịch của Chân Đế. Nhiếp Đại thừa luận hoặc gọi ngắn là Nhiếp luận (zh. 攝論) là một bài luận căn bản của những đệ tử theo Chân Đế (được gọi là Nhiếp luận tông).
10. Du-già sư địa luận (zh. 瑜伽師地論; sa. yogācārabhūmi-śāstra), 100 quyển. Từ 03.07.646 đến 11.06.648 tại Hoằng Phúc và Đại Từ Ân tự. Tác giả: Di-lặc (彌 勒, sa. maitreya). Tác giả của bộ luận vĩ đại này được xem là Bồ Tát Di-lặc theo truyền thống Trung Hoa, và Vô Trước theo truyền thống Tây Tạng. Huyền Trang xem nó như là bộ bách khoa toàn thư của Du-già hành tông, và Sư sang Ấn Độ cũng vì gắng tìm toàn văn của bộ luận này. Chân Đế cũng dịch một phần của bộ luận du-già này.
11. Giải thâm mật kinh (zh. 解深密經, sa. sandhinirmocana-sūtra), 5 quyển. 8.8. tại Hoằng Phúc tự. Kinh Giải thâm mật thường được xem là bộ kinh đầu tiên diễn giảng giáo lý Du-già một cách phân biệt rõ ràng, ví như "Duy thức", "Tam tự tính", v.v... Kinh này được dịch sang Hán văn nhiều lần, và các dịch giả gồm Bồ-đề-lưu-chi (514), Chân Đế (557) và Cầu-na-bạt-đà-la (679).
12. Nhân minh nhập chính lý luận (zh. 因明入正理論, sa. nyāyapraveśa), 1 quyển. Dịch xong ngày 10. 09. tại Hoằng Phúc tự. Tác giả là Thương-yết-la-chủ (zh. 商 羯羅主; sa. śaṅkarasvāmin). Bài luận về Luận lý học Ấn Độ đầu tiên được dịch sang Hán văn, trình bày quan điểm luận lý của Trần-na (sa. dignāga)

### Năm 648
13. Thiên thỉnh vấn kinh (zh. 天請問經; sa. devatā-sūtra), 1 quyển. 17.04.648 tại Hoằng Phúc tự.
14. Thập cú nghĩa luận (zh. 十句義論; sa. vaiśeṣika-daśapadārtha-śāstra), 1 quyển. 11.06.648 tại Hoằng Phúc tự. Tác giả: Huệ Nguyệt (zh. 慧月; sa. maticandra). Đây là một bài luận của Thắng luận gia (sa. vaiśeṣika). Cú (句, sa. padārtha) ở đây là những thành phần căn bản của hiện thật (en. reality). Thắng luận gia thường đề ra 9 cú hơn là 10 cú.
15. Duy thức tam thập luận (zh. 唯識三十論; sa. triṃśikā), 1 quyển. 25.06.648 tại Hoằng Phúc tự. Tác giả: Thế Thân (zh. 世親; sa. vasubandhu). Đây là bài luận gốc mà luận Thành duy thức dùng làm cơ sở. Tên Trung Hoa của luận này có thể dịch ngược sang Phạn ngữ là Triṃśikā-vijñapti-mātra-śāstra.
16. Kim cương bát-nhã kinh (zh. 金剛般若經, sa. vajracchedikā-sūtra), 1 quyển. Dịch tại Đại Từ Ân tự. Có nhiều bản dịch của kinh này: Cưu-ma-la-thập (401), Bồ-đề-lưu-chi (509), Chân Đế (558), Nghĩa Tịnh (703), nhưng bản dịch của Huyền Trang đã trở thành bản dịch tiêu chuẩn của Phật giáo Đông á.
17. Bách pháp minh môn luận (zh. 百法明門論; sa. mahāyāna-śatadharmā-prakāśamukha-śāstra), 1 quyển. 07.12. tại Hoằng Pháp viện (弘 法 院), tác giả là Thế Thân. Trong luận này, Thế Thân liệt kê 100 pháp theo quan điểm Du-già hành tông cũng như phân loại chúng.
18. Nhiếp Đại thừa luận Thế Thân thích (zh. 攝大乘論世親釋; sa. mahāyānasaṅgraha-bhāṣya), 10 quyển. Dịch tại điện Bắc Quyết (北闕) và Đại Từ Ân tự. Tác giả: Thế Thân.

### Năm 649
19. Nhiếp Đại thừa luận bản (zh. 攝大乘論本; sa. mahāyānasaṅgraha), 3 quyển. Từ 14.01. đến 31.07.649 tại Đại Từ Ân tự. Tác giả: Vô Trước. Bản dịch của Chân Đế rất được phổ biến trong thế kỉ thứ sáu, ngay cả thời Huyền Trang. Và việc Sư chọn dịch tất cả những luận giải của Nhiếp luận (số 9 và 18 bên trên) – trong đó có một bản của Thế Thân – trước khi dịch nguyên bản chứng tỏ rằng, Sư muốn chỉnh lý những khái niệm sai lầm được dẫn khởi bởi những điểm, những tư tưởng sai lầm trong bản dịch của Chân Đế. Trước khi đưa ra một bản dịch mới, Sư trình bày những luận giải tiêu chuẩn để giảm đi phần nào lập trường của Chân Đế.
20. Duyên khởi thánh đạo kinh (zh. 緣起聖道經; sa. nidāna-sūtra), 1 quyển. Ngày 17 tháng 3 tại Hoằng Pháp viện. Kinh này nói về Duyên khởi.
21. Thức thân túc luận (zh. 識身足論; sa. abhidharma-vijñāna-kāya-pāda-śāstra), 16 quyển. Từ 03.03. đến 19.09.649 tại Hoằng Pháp viện và Đại Từ Ân tự. Tác giả: Đề-bà-thiết-ma (zh. 提婆設摩; sa. devakṣema). Bài luận thứ ba trong A-tì-đạt-ma tạng của Thuyết Nhất thiết hữu bộ (sa. sarvāstivāda).
22. Như Lai thị giáo Thắng Quân vương kinh (zh. 如來示教勝軍王經; sa. rājavavādaka-sūtra), 1 quyển. 24.03. tại Đại Từ Ân tự. Phật dạy vua Ba-tư-nặc (sa. prasenajit; dịch ý là Thắng Quân 勝軍) tu hành như thế nào để là một ông vua tốt. Kinh này ít nhất mang hai ý nghĩa đối với Huyền Trang. Thứ nhất là một người bạn và cũng là thầy quan trọng tại Ấn Độ của Sư cũng mang tên Thắng Quân (勝軍). Vua Ba-tư-nặc là người cùng thời với đức Phật và có cùng tuổi: sinh cùng ngày với đức Phật, ông thừa kế vua cha lên ngôi, khác với trường hợp đức Phật là từ khước ngôi vị, trở thành một tu sĩ khất thực; Vua Ba-tư-nặc cũng trở thành một đệ tử Phật. Thứ hai, nó là một câu trả lời của Huyền Trang dành cho Hoàng Đế bấy giờ, người thường bắt buộc Sư trình bày những tin tức thâu thập được trong chuyến du hành vừa qua về những miền đất phía Tây Trung Hoa – phần lớn vì ôm ấp mộng xâm lược. Đại Đường Tây vực ký là câu trả lời của Sư, đưa ra tin tức rõ ràng về chùa chiền, địa lý và phong tục, nhưng ít tài liệu có thể sử dụng trong quân sự.
23. Thậm hi hữu kinh (zh. 甚希有經; sa. adbhūta-dharma-paryāya sūtra), 1 quyển. 02.07. tại Thuý Vi cung (翠微宮), Chung Nam sơn (終南山).
24. Bát-nhã tâm kinh (zh. 般若心經; sa. prajñā-pāramitā-hṛdaya-sūtra), 1 quyển. 08.07. tại cung Thuý Vi. Tên đầy đủ của kinh này là Bát-nhã-ba-la-mật-đa tâm kinh (般若波羅密多心經), được dịch nhiều lần sang Hán ngữ. Bản dịch của Huyền Trang trở thành bản dịch tiêu chuẩn, rất được ưa chuộng tại Trung Hoa, Nhật Bản và Triều Tiên (cũng như Việt Nam). Bản này được tụng niệm mỗi ngày bởi Tăng ni, giới cư sĩ khắp Đông á hơn suốt một ngàn năm nay. Có nhiều bản dịch Anh ngữ.
25. Bồ Tát giới yết-ma văn (菩薩戒羯磨文), 1 quyển. 28.08. tại Đại Từ Ân tự. Tác giả: Di-lặc (彌勒). Bản này được trích từ bộ luận Du-già sư địa.
26. Vương pháp chính lý kinh (王法正理經), 1 quyển. 31.08. tại Đại Từ Ân tự. Tác giả: Di-lặc (彌勒)
27. Tối vô tỉ kinh (最無比經), 1 quyển. 01.09. tại Đại Từ Ân tự.
28. Bồ Tát giới bản (菩薩戒本; sa. bodhisattva-śīla-sūtra), 1 quyển. 03. 09. tại Đại Từ Ân tự (hoặc cung Thuý Vi năm 647). Tác giả: Di-lặc (彌勒). Bồ Tát giới bản này được truyền thống Trung Hoa xem là của Di-lặc, Tây Tạng xem là của Vô Trước. Bản này được xem là giới luật của Du-già hành phái, được sử dụng thực hành nghi lễ cho tăng và ni. Bản Yết-ma (bản dịch 25 bên trên) được phát huy trên cơ sở của quyển này.
29. Đại thừa chưởng trân luận (zh. 大乘掌珍論; sa. karatala-ratna), 2 quyển. 19-24.10. tại Đại từ Ân tự. Tác giả: Thanh Biện (清辯; sa. bhāvaviveka). Văn bản Trung quán đầu tiên được dịch bởi Huyền Trang. Sự tranh chấp giữa Trung quán và Du-già đang ở mức căng thẳng khi Huyền Trang đến Na-lan-đà, tập trung vào học thuyết của Thanh Biện (Trung quán phái) một bên, và An Huệ và Hộ pháp (Du-già phái) một bên.
30. Phật địa kinh luận (佛地經論; sa. buddhabhūmi-sūtra-śāstra), 7 quyển. 12.11.649 đến 02.01.650. Tác giả: Thân Quang (親光; sa. bandhuprabha) và nhiều người khác. Chứa nhiều lời bình giảng về Phật địa kinh. Vì một vài đoạn văn ở đây được tìm thấy trong luận Thành duy thức, một vài người phỏng đoán rằng, tác giả của chúng là Hộ pháp (mặc dù bản văn này cũng như Thành duy thức luận không nói một cách rõ rệt như thế). Một bản dịch của một lời bình giảng Tây Tạng cũng có những đoạn văn trùng hợp văn bản này; Tây Tạng cho rằng, tác giả của bản bình giảng ấy là Giới Hiền (sa. śīlabhadra), viện trưởng của Na-lan-đà trong lúc Huyền Trang du học tại Ấn Độ.

### Năm 650
- (Năm đầu tiên lên ngôi Hoàng Đế của Đường Cao Tông 高宗. Thân phụ của ông là Đường Thái Tông 太宗 ủng hộ Huyền Trang cực lực. Cao Tông, rất tin vào Đạo giáo và ý niệm mình là con cháu Lão Tử giáng trần, tiếp tục ủng hộ nhưng không nhiệt tình như trước.)

31. Nhân minh chính lý môn luận bản (因明正理門論本; sa. nyāyamukha), 1 quyển. 01. 02. tại Đại Từ Ân tự. Tác giả: Trần-na (陳那; sa. dignāga). Một trong những tác phẩm căn bản của Trần-na về Nhân minh học (Luận lý học).
32. Xưng tán Tịnh độ Phật nhiếp thụ kinh (稱讚淨土佛攝受經; sa. sukhāvatīvyūha), 1 quyển. Đại Từ Ân tự. Một bài kinh quan trọng trong Tịnh Độ tông.
33. Du-già sư địa luận thích (瑜伽師地論釋; sa. yogācārabhūmi-śāstra-kārikā), 1 quyển. Tác giả Tối Thắng Tử (最勝子; sa. jinaputra). Bản bình giải của Tối Thắng Tử về Du-già sư địa luận. Còn một bản Phạn ngữ, được dịch sang Pháp ngữ bởi Sylvain Lévy, 2 quyển, Paris, 1911.
34. Phân biệt duyên khởi sơ thắng pháp môn kinh (分別緣起初勝法門經; sa. vikalpa-pratītya-samutpāda-dharmottara-praveśa-sūtra), 2 quyển. 10.03. tại Đại Từ Ân tự. Một bài kinh khác với chủ đề Duyên khởi (pratītya-samutpāda).
35. Thuyết Vô Cấu Xứng kinh (說無垢稱經; sa. vimalakīrti-nirdeśa-sūtra), 6 quyển. Đại Từ Ân tự. Kinh này rất được ưa chuộng tại Trung Hoa – bởi vì nhân vật chính trong đó là một vị cư sĩ giác ngộ, trí huệ vượt hẳn tất cả những vị đệ tử, Bồ Tát cao đẳng nhất của đức Phật, chứng minh là giới cư sĩ có thể đạt một cấp bậc giác ngộ cao hơn tăng chúng –, được dịch sang Hán ngữ 5 lần trước bản dịch của Huyền Trang: Cưu-ma-la-thập (406), Chi Khiêm (223-228), Trúc Pháp Hộ (308), Upaśūnya (545), Xà-na Quật-đa (591). Bản dịch của Cưu-ma-la-thập trở thành bản dịch tiêu chuẩn phần lớn vì trình độ văn chương.
36. Dược Sư (Lưu Li Quang Như Lai) bản nguyện công đức kinh (藥師（流璃光如來）本願功德經; sa. bhaiṣajya-guru-vaiḍūrya-prabhāsa-pūrvapraṇidhāna-viśeṣa-vistara), 1 quyển. 09.06. tại Đại Từ Ân tự. Một bài kinh quan trong về Phật Dược Sư. Tại Nhật, Pháp Tướng tông (ja. hossō) được xem là có mối liên hệ với Phật Dược Sư (ja. yakushi) và cho đến ngày nay, nhiều chùa chiền còn lại từ thời Nại Lương vẫn còn những chính điện thờ Phật Dược Sư, và những ngôi chùa chính của tông Pháp Tướng với tên Dược Sư tự.
37. Đại thừa quảng bách luận bản (大乘廣百論本; sa. catuḥśataka), 1 quyển. 13.07.650-30. 01. 651 tại Đại Từ Ân tự. Tác giả: Thánh Thiên (聖 天; sa. āryadeva). Một bài luận quan trọng của Thánh Thiên, đệ tử quan trọng nhất của Long Thụ.
38. Đại thừa quảng bách luận thích luận (大乘廣百論釋論), 10 quyển. 30.07.650-30.01.651 tại Đại Từ Ân tự. Tác giả: Thánh Thiên (聖天; sa. āryadeva), Hộ pháp (護法; sa. dharmapāla). Hộ pháp chú thích một bài văn của Thánh Thiên, như vậy là diễn giải một bài luận căn bản của Trung quán theo quan điểm Duy thức. Một vài đoạn văn ở đây được tìm thấy trong Thành duy thức luận.
39. Bản sự kinh (本事經; sa. itivṛttaka-sūtra), 7 quyển. 10. 10. đến 06.12. tại Đại Từ Ân tự.
40. Chư Phật tâm đà-la-ni kinh (諸佛心陀羅尼經; sa. buddha-hṛdaya-dhāranī), 1 quyển. 26. 10 tại Đại Từ Ân tự.

### Năm 651
41. Thụ trì thất Phật danh hiệu (sở sinh) công đức kinh (受持七佛名號[所生]功德經), 1 quyển. 04.02. tại Đại Từ Ân tự.
42. Đại thừa đại tập Địa Tạng thập luân kinh (大乘大集地藏十輪經; sa. daśa-cakra-kṣitigarbha-sūtra), 10 quyển. 18.02.651-09.08.652. Theo Nakamura thì kinh này được biên tập bởi những vị tăng nói tiếng Iran.
43. A-tì-đạt-ma tạng hiển tông luận (阿毘達磨藏顯宗論; sa. abhidharma-samayapradīpika hoặc abhidharmakośa-śāstra-kārikā-vibhāṣya), 40 quyển. 30.04.651 đến 26.11.652. Tác giả là Tôn giả Chúng Hiền (尊者眾賢; sa. saṅghabhadra). Bộ luận này và A-tì-đạt-ma thuận chính lý luận (sa. nyāyānusāra, số 49 bên dưới) là hai luận giải thuộc A-tì-đạt-ma tạng của Chúng Hiền (một người đồng thời trẻ tuổi hơn của Thế Thân, đại diện cho Thuyết Nhất thiết hữu bộ) được Huyền Trang dịch sang Hán ngữ. Bộ luận này chỉ trích luận A-tì-đạt-ma-câu-xá (số 44 bên dưới) của Thế Thân trên luận điểm bảo thủ của Thuyết Nhất thiết hữu bộ.
44. A-tì-đạt-ma câu-xá luận (阿毘達磨俱舍論; sa. abhidharmakośa-bhāṣya), 30 quyển. Từ 03.06.651 đến 13.09.654 tại Đại Từ Ân tự. Tác giả là Thế Thân (世親). Tác phẩm "Tiền du-già" quan trọng nhất của Thế Thân, cũng được gọi ngắn là Câu-xá luận (俱舍論). Bao gồm kệ tụng (cũng được dịch riêng dưới số 45 bên dưới) với diễn giảng, luận Câu-xá tổ chức và giản lược các học thuyết trong Luận tạng của Thuyết nhất thiết hữu bộ, nhưng không thiếu tinh thần dè dặt phê phán và vì vậy, hấp thụ những kiến giải, lập trường được xem là của những trường phái Phật giáo khác, ví như Kinh lượng bộ. Có thể là nỗi bận tâm này khiến Sư sau này trở thành một đại biểu của Du-già hành tông.
45. A-tì-đạt-ma câu-xá luận bản tụng (阿毘達磨俱舍論本頌; sa. abhidharmakośa), 1 quyển. Được dịch tại Đại Từ Ân tự. Tác giả: Thế Thân.
46. Đại thừa thành nghiệp luận (大乘成業論; sa. karma-siddhi-prakaraṇa), 1 quyển. 24.09. tại Đại Từ Ân tự. Tác giả: Thế Thân. Đây là một tác phẩm trung gian, cho thấy sự phát triển tư tưởng của Thế Thân từ luận Câu-xá đến bây giờ, nhưng chưa phải là tư tưởng Du-già (Duy thức).

### Năm 652
47. Đại thừa a-tì-đạt-ma tập luận (大乘阿毘達磨集論; sa. abhidharmasamuccaya), 7 quyển. Tác giả: Vô Trước (無著; sa. asaṅga). Một tác phẩm Du-già quan trọng của Vô Trước, được gọi ngắn là Tập luận (集論).
48. Phật lâm niết-bàn ký pháp trú kinh (佛臨涅槃記法住經), 1 quyển. 17.05. tại Đại Từ Ân tự. Kinh này trình bày một phiên bản khác của thuyết "mạt pháp" mà trong đó, Phật pháp sẽ suy tàn trong mười cấp bậc, mỗi bậc kéo dài một thế kỉ. Vì trong thời gian cuối cùng tại Ấn Độ, Huyền Trang có một giấc mộng chấn động mạnh, báo rằng Phật pháp sẽ đến thời kì kết thúc tại Ấn Độ nên bộ kinh nêu trên có thể có mối tương quan đặc biệt với những ấn tượng tại Ấn Độ của sư.

### Năm 653
49. A-tì-đạt-ma thuận chính lý luận (阿毘達磨順正理論; sa. abhidharmanyāyānusāraśāstra), 80 quyển. 03.02.653-27.08.654. Tác giả: Tôn giả Chúng Hiền (尊者眾賢; sa. saṅghabhadra). Một bộ luận bảo thủ thuộc Luận tạng của Thuyết nhất thiết hữu bộ, được Chúng Hiền biên soạn, người cũng đã viết một bài luận chỉ trích luận Câu-xá (số 43). Dài và dễ hiểu hơn luận Câu-xá.

### Năm 654
50. Đại A-la-hán Nan-đề Mật-đa-la sở thuyết pháp trú ký (大阿羅漢難提蜜羅所說法住記; sa. nandimitrāvadāna), 1 quyển. 08.06.654. Một phần trích từ kinh Đại Bát-niết-bàn (sa. mahāparinirvāṇasūtra) – cũng được gọi ngắn là Pháp trú lập – mà trong đó, Na-đề Mật-đa-la thuật lại việc Phật phó chúc Pháp trú đến 16 vị A-la-hán và đệ tử của họ, khuyên họ bảo vệ Pháp trú như thế nào ngay trước khi ngài nhập niết-bàn.
51. Xưng tán Đại thừa công đức kinh (稱讚大乘功德經), 1 quyển. 24.07. tại Đại Từ Ân tự.
52. Bạt tế khổ nạn đà-la-ni kinh (拔濟苦難陀羅尼經), 1 quyển. 15.10. tại Đại Từ Ân tự.
53. Bát danh phổ mật đà-la-ni kinh (八名普密陀羅尼經), 1 quyển. 11.11. tại Đại Từ Ân tự. Những người tụng niệm tám danh hiệu này sẽ không bao giờ đoạ địa ngục, nhưng khi lâm chung, chư Phật sẽ xuất hiện và thuyết pháp giảng dạy họ. Sau khi chết, họ sẽ tái sinh tại cung trới Đâu-suất của Bồ Tát Di-lặc. Trong Đát-đặc-la Đông á, một số cách tụng niệm "Bát danh" có tương quan đến đức Di-lặc.
54. Hiển vô biên Phật độ công đức kinh (顯無邊佛土功德經; sa. tathāgatāṇaṃ-buddhakṣetra-guṇokta-dharma-paryāya[-sūtra]), 1 quyển. 12.11.654 tại Đại Từ Ân tự.
55. Thắng tràng tí ấn đà-la-ni kinh (勝幢臂印陀羅尼經), 1 quyển. 13.11.654 tại Đại Từ Ân tự.
56. Trì thế đà-la-ni kinh (持世陀羅尼經; sa. vasudhāra-dhāranī), 1 quyển. 24.11. tại Đại Từ Ân tự.

### Năm 655
...

### Năm 656
57. Thập nhất diện thần chú tâm kinh (十一面神咒心經; sa. avalokiteśvaraikādaśamukha-dhāranī), 1 quyển. 17.04. tại Đại Từ Ân tự. Quán Âm với mười một gương mặt có liên hệ đến phái Du-già tại Đông á, đặc biệt tại Nhật Bản trong thời kì Nại Lương (vào lúc Pháp Tướng tông tại đây đang thịnh hành). Nhiều bức tượng đá vẫn còn tồn tại tại Nhật Bản ngày nay là biểu trưng của thời Nại Lương: trình bày Quán Thế Âm với mười hai gương mặt bao quanh gương mặt chính.
58. A-tì-đạt-ma đại tì-bà-sa luận (阿毘達磨大毘婆沙論; sa. [abhidharma-]mahāvibhāṣa), 200 quyển. 18.08.656-27.07.659. Tác giả: 500 vị A-la-hán. Tác phẩm vĩ đại này rất quan trọng đối với Luận tạng của hệ phái Thuyết Nhất thiết hữu, chiếm giữ trọn một bộ phần của Đại chính tân tu Đại tạng kinh (100 bộ). Luận này bao gồm 8 phần với 43 chương, nguyên là một bài luận giải A-tì-đạt-ma phát trí luận, có lẽ được soạn tại Kashmir. 500 vị A-la-hán – thường được bàn luận trong những bộ kinh như Pháp Hoa, Niết-bàn, và đặc biệt được tôn thờ trong Thiền tông – được xem là những người biên tập bộ luận Đại Tì-bà-sa này 400 năm sau khi Phật nhập niết-bàn, trong một cuộc hội họp kết tập được vua Ca-nị-sắc-ca tổ chức. Có hai bản dịch Hán ngữ khác: Một bản được dịch trong những năm 425-27 bởi Buddhavarmin và những vị khác, bao gồm 110 quyển nhưng 50 quyển đã bị thất lạc trong thời nhà Lương và một bản dịch khác của Tăng-già Bạt-trừng (僧伽跋澄; sa. saṅghabhadra hoặc saṅghadeva), bao gồm 20 quyển.

### Năm 657
59. A-tì-đạt-ma phát trí luận (阿毘達磨發智論; sa. [abhidharma-] jñānaprasthāna-śāstra), 20 quyển. 14.02.657-20.06.660 tại cung Ngọc Hoa (玉華). Tác giả: Già-đa-diễn-khả-tử (迦多衍可子; sa. katyāyanīputra). Bộ luận thứ bảy trong Luận tạng của Thuyết nhất thiết hữu bộ. Nhìn một cách rộng mở thì – cùng với Đại Tì-bà-sa luận, bài luận giải về chính nó – đây là bộ luận trung tâm của Thuyết nhất thiết hữu bộ.
60. Quán sở duyên duyên luận (觀所緣緣論; sa. ālambana-parikṣā), 1 quyển. Dịch tại Đại Nội Li Nhật điện (大內麗日殿). Tác giả: Trần-na (陳那; sa. dignāga). Một tác phẩm về Nhận thức học (Lượng học) của Trần-na, đã được dịch sang Hán ngữ trước đó bởi Chân Đế.

### Năm 658
61. Nhập a-tì-đạt-ma luận (zh. 入阿毘達磨論; sa. abhidharmāvatāra-prakaraṇa), 2 quyển. 13.11. tại Đại Từ Ân tự. Tác giả: Tắc-kiền-đà-la (塞建陀羅; sa. skandhila). Theo Nakamura, một vài phần còn lại của nguyên bản tại Tocharia cũng như bản Tây Tạng thì Huyền Trang dịch bài luận này một cách "tuỳ tiện".

### Năm 659
62. Bất không quyên sách thần chú tâm kinh (zh. 不空罥索神咒心經; sa. amoghapāśahṛdaya-śāstra), 1 quyển. 15.05. tại Đại Từ Ân tự.
63. A-tì-đạt-ma pháp uẩn túc luận (阿毘達磨法薀足論; sa. abhidharma-dharmaskandha-pāda-śāstra), 12 quyển. 20.08. đến 05.10. tại Đại Từ Ân tự. Tác giả: Tôn giả Đại Mục-kiền-liên (尊者大目乾連; sa. mahāmāudgalyāyana). Bộ luận thứ năm trong A-tì-đạt-ma của Thuyết Nhất thiết hữu bộ, thường được truyền thống Phật giáo xem là của một trong hai Đại đệ tử của đức Phật, một là Đại Mục-kiền-liên hay là Xá-lợi-phất, nhưng có lẽ được biên tập hai hoặc ba thế kỉ sau khi Phật nhập niết-bàn.
64. Thành duy thức luận (成唯識論; sa. vijñaptimātrasiddhiśāstra), 10 quyển. Tháng 10 hoặc 11 tại cung Ngọc Hoa. Tác giả: Huyền Trang, được truyền thống xem là của Hộ pháp và những tác giả khác. Việc gán bài luận này vào Hộ pháp của Khuy Cơ có những điểm không ổn (xem chương 15 trong Buddhist Phenomenology). Đây là bản dịch duy nhất của Huyền Trang không dựa vào một bản gốc mà thay vào đó, một cách tuyển chọn, biên dịch từ nhiều bản khác nhau (theo truyền thống là 10 bộ luận). Bởi vì Khuy Cơ theo giáo lý của bộ luận này trong khi xem tự mình là đệ tử kế thừa Huyền Trang, truyền thống Phật giáo Đông á xem Thành duy thức luận là biểu trưng trung tâm của học thuyết Huyền Trang.

### Năm 660
65. Đại Bát-nhã ba-la-mật-đa kinh (大般若波羅蜜多經; sa. mahā-prajñā-pāramitā-sūtra), 600 quyển. 16.02.660 đến 25.11.663, tại Ngọc Hoa cung (玉華宮). Tác phẩm vĩ đại này với tổng cộng 600 quyển chiếm giữ trọn vẹn ba bộ của Đại chính tân tu, bao gồm những bài kinh nổi danh như Kim Cương, và là một trong những bộ kinh hệ Bát-nhã đầy đủ nhất. Huyền Trang có ý định giản lược để tránh trường hợp trùng lặp trong khi dịch nhưng bị một giấc mộng ngăn cản, vì vậy nên Sư dịch bộ kinh Bát-nhã này trọn vẹn.
66. A-tì-đạt-ma phẩm loại túc luận (阿毘達磨品類足論; sa. abhidharma-prakaraṇa-pāda), 18 quyển. 10.10. đến 30.11. tại Ngọc Hoa cung. Tác giả: Tôn giả Thế Hữu (尊者世友; sa. vasumitra). Bộ luận thứ hai trong A-tì-đạt-ma của Thuyết nhất thiết hữu bộ. Bao gồm: Thuật ngữ, phân loại và lập trường.
67. A-tì-đạt-ma tập dị môn túc luận (阿毘達磨集異門足論; sa. abhidharma-saṅgītī-paryāya-pāda-śāstra), 20 quyển. 02.01.660 đến 01.02.664, tại Ngọc Hoa cung. Tác giả: Tôn giả Xá-lợi tử (尊者舍利子; sa. śāriputra). Bộ luận thứ nhất trong A-tì-đạt-ma của Thuyết Nhất thiết hữu bộ, được truyền thống Tây Tạng xem là của Mahākauṣṭhila, được Yaśomitra xem (trong bài luận giải của chính mình) là của Phú-lâu-na (sa. pūrṇa). Giáo lý được sắp xếp theo nhóm pháp số.

### Năm 661
68. Biện trung biên luận tụng (辯中邊論頌; sa. madhiānta-vibhāga-kārikā), 1 quyển. 03.06. tại Ngọc Hoa cung. Tác giả: Di-lặc (彌勒). Kệ tụng căn bản của một bài luận Du-già; tác giả được xem là Di-lặc hoặc Vô Trước.
69. Biện trung biên luận (辯中邊論; sa. madhyānta-vibhāga-bhāṣya), 1 quyển. 12.06. đến 02.07. tại Ngọc Hoa cung. Tác giả: Thế Thân (世親). Bài giảng giải những kệ tụng trong Biện trung biên luận tụng (辯中邊論頌), được xem là của Thế Thân.
70. Duy thức nhị thập luận (唯 識 二 十 論; sa. viṃśatikā-vṛtti), 1 quyển. 03.07. tại Ngọc Hoa cung. Tác giả: Thế Thân. Một trong những tác phẩm triết học Duy thức quan trọng nhất của Thế Thân.
71. Duyên khởi kinh (緣起經; sa. pratītya-samutpāda divibhaṅga-nirdeśa-sūtra), 1 quyển. 09.08.661. Một bài kinh nói về Nhân duyên sinh, có những điểm giống với kinh thứ 33 trong Trung bộ kinh (pi. majjhima-nikāya): Mahāgopalaka-sutta.

### Năm 662
72. Dị bộ tông luân luận (異部宗輪論; sa. samaya-bhedoparacana-cakra), 1 quyển. 02.09. tại Ngọc Hoa cung. Tác giả: Thế Hữu (theo truyền thống Tây Tạng). Một cách nhìn tổng quát về 20 bộ phái theo quan điểm Thuyết nhất thiết hữu bộ.

### Năm 663
73. A-tì-đạt-ma giới thân túc luận (阿毘達磨界身足論; sa. abhidharma-dhātu-kāya-pāda-śāstra), 3 quyển. 14.04. tại Ngọc Hoa cung. Tác giả: Tôn giả Thế Hữu (尊者世友). Bộ luận thứ ba trong A-tì-đạt-ma của Thuyết nhất thiết hữu bộ. Phân loại, liệt kê tâm pháp.
74. Ngũ sự tì-bà-sa luận (五事毘婆沙論; sa. pañca-vastuka-vibhāṣa), 2 quyển. 18.11. tại Đại Từ Ân tự. Tác giả: Tôn giả Pháp Cứu (尊者法救; sa. dharmatrāta). Một bài luận theo lối A-tì-đạt-ma về sắc, tâm và tâm sở hữu.
75. Tịch chiếu thần biến tam-ma-địa kinh (寂照神變三摩地經; sa. praśānta-viniścaya-prātihārya-samādhi-sūtra), 1 quyển. 01. 02. 664 (hoặc 12.02.665) tại cung Ngọc Hoa.

### Năm 664
76. Chú ngũ thủ kinh (咒五首經), 1 quyển. 02. 02. tại Ngọc Hoa cung.
77. Bát thức quy củ tụng (八識規矩頌). Tác giả: Huyền Trang. Bài được Huyền Trang biên soạn (thay vì thường gặp là 'dịch') này không được tìm thấy trong Đại chính tân tu, mặc dù một bài luận của Phổ Thái (普泰) nhắc đi nhắc lại là chính văn nằm trong Đại chính tân tu (Taishō 45, 467-476) với tên Bát thức quy củ bổ chú (八識規矩補註). Luận này bao gồm những luận đề tương tự Thành duy thức luận, nhưng được tổ chức, biên soạn khác một chút.

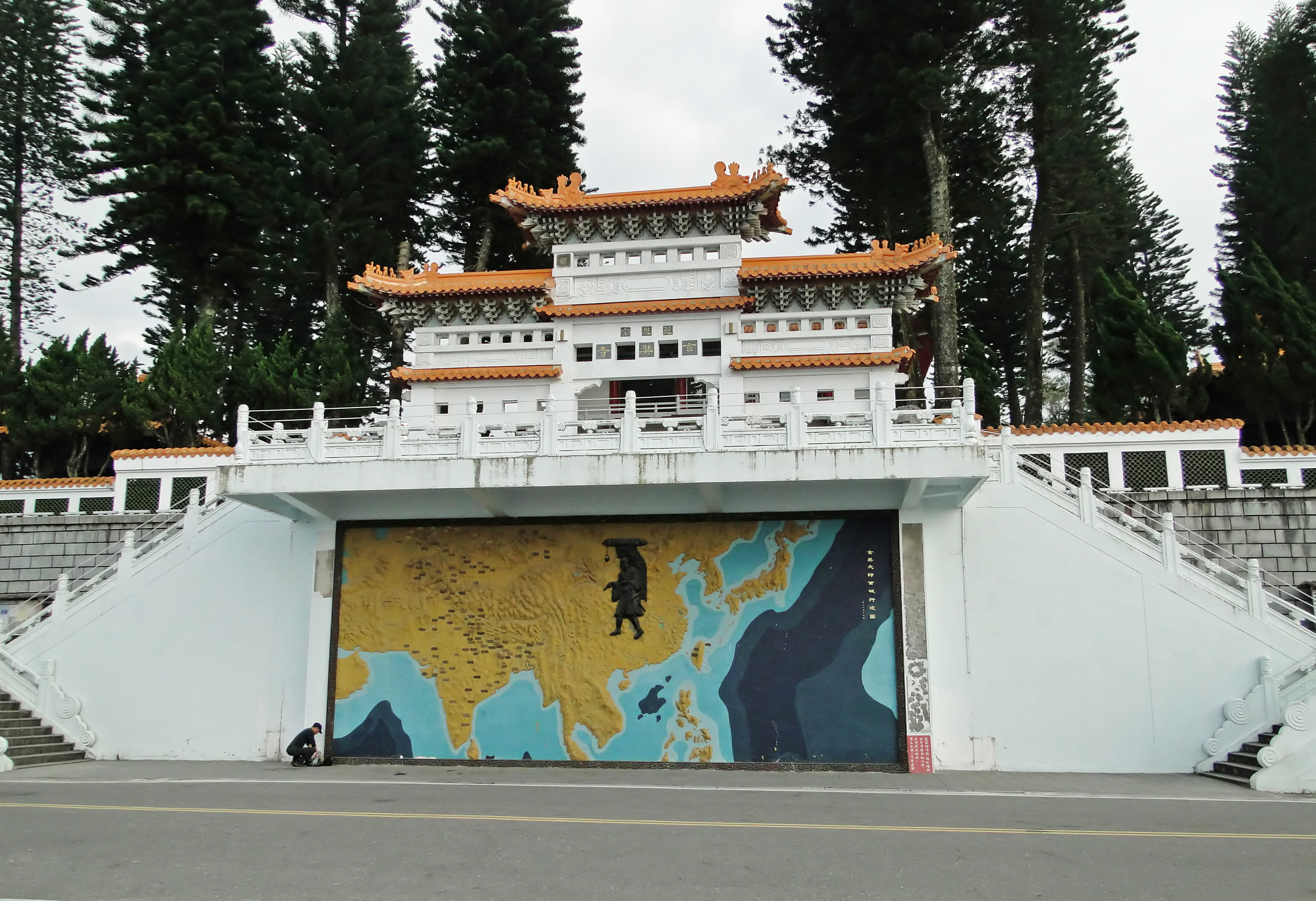
Chùa Huyền Trang tại Đài Loan

## Qua đời
Trưa ngày 5 tháng 2 năm 664, Huyền Trang viên tịch tại chùa Ngọc Hoa vì bệnh tật và già yếu, thọ 62 tuổi. Ngày 14 tháng 4 thi hài được an táng tại Bạch Lộc Nguyên. Ngày cử hành tang lễ có đến một triệu người ở Trường An và các vùng lân cận quy tựu để tiễn ngài. Trước khi qua đời, pháp sư có lời nguyện rằng sẽ được vãng sanh về Tịnh Độ Đâu-Suất-Đà Thiên để được làm đệ tử Bồ-Tát Di-Lặc. Mai táng xong, có đến ba vạn người cất lều cư tang gần mộ phần.